# Новгородска земя
Новгородска земя (на руски: Новгородская земля) е едно от най-големите исторически териториално-държавни образувания в Русия, обхващащо нейния северозапад и север. Новгородската земя, с център Велики Новгород, е люлката на Киевска Рус под управлението на династията Рюриковичи и едно от най-важните княжества на епохата. По време на разпадането на Киевска Рус и през следващите векове Новгородската земя се развива като Новгородска република: автономна държава с републикански форми на управление под сюзеренитета на великите князе на Владимир-Суздал (по-късно – на Московското княжество). По време на периода на най-голямото си развитие тя достига на север до Бяло море, а на изток се твърди, че се е разпростирала отвъд Урал. Имала е обширни търговски връзки с Ханзейската лига и с останалата част от Рус. Московското княжество завладява Новгородската република през 1478 г. и я анексира през 1578 г., въпреки че Новгородската земя продължава да съществува като административна единица до 1708 г.

## Население
Заселването на територията на Новгородска земя започва във Валдайското възвишение още от палеолита и мезолита, към края на Валдайското (Осташковско) заледяване, а в северозападната част на Приилмението, в района на бъдещия териториален център, още от неолита.
Археологически и чрез изучаване на топонимията, тук се предполага наличието на мигриращи, така наречени ностратически общности, заменени от индоевропейски групи (бъдещите балти и славяни), дошли от югозапад, и предците на балто-финландските народи, дошли от изток.
Центърът на славянските селища е в близост до езерото Илмен и река Волхов. Традиционно се смята, че през VI век тук са дошли племената кривичи, а през VIII век, в процеса на славянско заселване на Източноевропейската равнина, идва племето илменски словени. Финските племена са живеели на същата територия, оставяйки следи в имената на множество реки и езера. Тълкуването на праславянската топонимия като изключително угро-финска е поставено под въпрос от някои изследователи. Датите на славянското заселване се основават на надгробните могили, като дългите могили се свързват с кривичи, а хълмистите – със словени.
Археологическите проучвания в Стара Ладога и Рюриково Городище показват присъствието сред жителите на тези първи големи селища на скандинавци, традиционно наричани в староруските (средновековни) литературни източници варяги.
В допълнение към славянското население, значителна част от Новгородската земя са населявали различни финландски народи. Например Водская пятина, освен със славяни, е била населена от вотяни и ижори, които са тясно свързани с Новгород. Йемите от Южна Финландия обикновено били във вражда с новгородците и били по-склонни да заемат страната на шведите, докато съседните карели обикновено подкрепяли Новгород. Новгородци често са воювали с чудите, населявали Ливония и Естония. Заволочье е било населено от финландски племена, които често са били наричани Заволоцка чудь; по-късно в този регион се заселват новгородски колонисти. Терският бряг е бил населен от саами. Освен това, на североизток са живеели пермци и коми.

## Търговско средище
Новгородската земя се намира далече от пътя на номадските племена и не страда от техните набези. Нейното богатство се състои в огромния поземлен фонд и развитието на дейности като лов, риболов, пчеларство, добив на сол и производство на желязо. За издигането на Велики Новгород като търговско средище спомага изгодното му географско положение: градът се намира на кръстопътя на търговските пътища, които свързват Западна Европа с Русия, а чрез нея с Изтока и Византия. На кейовете на река Волхов акостират десетки кораби.